# Jorge Maya
Jorge Maya Rondón (Santa Clara; 17 de agosto de 1959) es un exfutbolista cubano que jugaba como centrocampista.

## Palmarés

### Títulos nacionales
| Título              | Equipo      | País | Año  |
| ------------------- | ----------- | ---- | ---- |
| Campeonato Nacional | Villa Clara | Cuba | 1980 |
| Campeonato Nacional | Villa Clara | Cuba | 1981 |
| Campeonato Nacional | Villa Clara | Cuba | 1982 |
| Campeonato Nacional | Villa Clara | Cuba | 1983 |
| Campeonato Nacional | Villa Clara | Cuba | 1986 |
| Campeonato Nacional | Villa Clara | Cuba | 1992 |
| Campeonato Nacional | Villa Clara | Cuba | 1996 |